# Robert Christie
Pour les articles homonymes, voir Christie.
Robert Christie (20 janvier 1787, Windsor, Nouvelle-Écosse, Canada - 13 octobre 1856, Québec, Québec, Canada)  est un avocat, un éditeur de journaux, un officier de milice, un fonctionnaire, un historien et un politicien canadien.

## Biographie
Né de James Christie, un cordonnier et propriétaire foncier, et de Janet McIntosh, il effectue ses études au King's College de Windsor (Nouvelle-Écosse). Il obtient à Québec en 1810 une commission d'avocat. Il servit lors de la Guerre de 1812 comme capitaine dans le 4e bataillon de milice de Québec.  Il se maria le 24 février 1812 avec Monique-Olivier Doucet.
En 1816, il fonde et prend la direction du Quebec Telegraph, l'un des premiers journaux de Québec, en plus de participer à sa rédaction,.  Après diverses difficultés, le journal hebdomadaire cesse de paraître en 1817,.  C'est également en 1816 que la Chambre d'assemblée du Bas-Canada rend officielle sa nomination, confirmée en mars 1817 par une commission gouvernementale, en tant que greffier en loi; il aura pour tâche de rédiger des projets de loi.  Il conserve cette position jusqu'en 1827,.
Christie est élu député du district électoral de Gaspé le 15 octobre 1827. Il reçut du gouvernement le mandat de dresser une nouvelle liste des magistrats du Bas-Canada et il décida de radier les députés qui s'étaient opposés au gouverneur en chef, lord Ramsay. Ces agissements provoquèrent un conflit avec le gouvernement qui favorisait l'indépendance du système judiciaire qui culmina avec l'expulsion de Christie de la Chambre d'assemblée le 14 février 1829. Cependant, les électeurs de son district le réélurent si bien qu'il fut expulsé 5 fois en tout jusqu'en 1832. Il fallut l'intervention du gouvernement britannique et de son secrétaire d’État aux Colonies, lord Goderich, pour qu'il soit réintégré dans la chambre. Christie s'intéressa jusqu'en 1833 à un mouvement qui prônait l'annexion de la Gaspésie au Nouveau-Brunswick, jusqu'à l'élection de John Le Boutillier comme député de Gaspé. Christie fut réélu en 1841.
Il fut connu comme historien du Bas-Canada, en publiant son œuvre en six volumes qui rassemblait plusieurs ouvrages  A history of the late province of Lower Canada,,.  Alors qu'il était député de Gaspé à l’Assemblée législative de la province du Canada, il entreprend des démarches afin que la conservation et la diffusion des archives publiques et des documents historiques soient prises en charge par le gouvernement. En 1844 et 1845, il proposa la création d'un comité en ce sens, afin de vérifier l'état des documents publics depuis la Nouvelle-France.  À partir de 1846, en collaboration avec la Société littéraire et historique de Québec, il veilla à la cueillette et à la conservation de documents concernant la Nouvelle-France, le Haut-Canada, le Bas-Canada et la Société de Jésus qui étaient dispersés en France, aux États-Unis et dans divers départements du gouvernement,.
Jusqu'en 1854, il demeura député de Gaspé et défendit les intérêts de la Gaspésie tout autant qu'il veillait à la restriction des dépenses gouvernementales.  Il présenta en 1842 la motion pour le déménagement de la capitale canadienne depuis Kingston vers Montréal.  Il continua pendant ce temps de collaborer à divers journaux et fut le rédacteur en chef du Quebec Mercury de 1848 à 1850.
En vieillissant, malgré une irascibilité grandissante, il se fit une réputation d'homme juste, d'honnêteté et d'incorruptibilité.  Il devint même un ami personnel d'anciens adversaires en John Neilson et Louis-Joseph Papineau.
Après sa mort le 13 octobre 1856, ses obsèques furent célébrées dans la cathédrale anglicane Holy Trinity puis il fut inhumé le 16 octobre 1856 au cimetière Mount Hermon de Sillery.

## Toponymes
La rue Christie de la ville de Québec, dans l'arrondissement de La Cité-Limoilou, est nommée en son honneur le 7 avril 1876; elle portait auparavant le nom de rue des Casernes,.  Le canton de Christie, situé en Haute-Gaspésie dans la région de La Martre, a été nommé en son honneur en 1874 et officialisé en 1968.

## Sources
- Lemieux, Louis-Guy, Rue Christie, Mémoire Urbaine, journal Le Soleil, 23 février 2008, p. M14.
- Spragge, Shirley C., Christie, Robert, Dictionnaire biographique du Canada en ligne, consulté en ligne le 24 février 2008.
- Christie, Rue, Commission de toponymie de la ville de Québec, consulté en ligne le 24 février 2008.
- Robert Christie, Assemblée nationale du Québec, consulté en ligne le 28 février 2008.